# Pomona (Misuri)
Pomona es un lugar designado por el censo (en inglés, census designated place, CDP) ubicado en el condado de Howell, Misuri, Estados Unidos. Según el censo de 2020, tiene una población de 440 habitantes.

## Geografía
La localidad está ubicada en las coordenadas 36°52′6″N 91°54′48″O / 36.86833, -91.91333. Según la Oficina del Censo de los Estados Unidos, Pomona tiene una superficie total de 9.25 km², de la cual 9.24 km² corresponden a tierra firme y (0.11%) 0.01 km² es agua.

## Demografía
Según el censo de 2020, hay 440 personas residiendo en Pomona. La densidad de población es de 47.62 hab./km². El 91.4% son blancos,  el 0.7% son amerindios, el 0.2% es asiático y el 7.7% son de dos o más razas. Del total de la población, el 2.5% son hispanos o latinos de cualquier raza.